# Družba sv. Ćirila i Metoda za Istru
Družba sv. Ćirila i Metoda za Istru bila je udruga za podupiranje razvoja hrvatskog i slovenskog školstva u Istri, utemeljena u Puli, 24. veljače 1893. godine.
U Istri onog doba je civilna uprava bila u rukama talijanskih liberala, koji su opstruirali svaku inicijativu ideju za osnivanje škola na slavenskim jezicima; škole na talijanskom jeziku su agilno korištene za talijanizaciju mladih naraštaja. Družba je preuzela zadaću da privatno prikupljenim sredstvima financira školstvo na hrvatskom jeziku.
Rad Družbe je u razdoblju 1895. – 1914. polučio uspjeh, koji je pratio istodobni uspjeh hrvatskih intelektualaca da pokrenu gospodarsko, političko i kulturno povezivanje Hrvata u Istri.
Prvi predsjednik Družbe sv. Ćirila i Metoda za Istru bio je istaknuti istarski hrvatski preporoditelj Dinko Trinajstić; za njim slično ugledni Dinko Vitezić i Vjekoslav Spinčić. Dugogodišnji tajnik je bio književnik Viktor Car Emin, a u upravi je sudjelovao - uz druge istaknute osobe hrvatsko intelektualnog i političkog života u Istri - Matko Laginja.
Družba je većinu sredstava prikupljala dobrotvornim prilozima: Ernest Radetić bilježi da je u kontinentalnoj Hrvatskoj skoro svaka škola imala škrabicu za dobrotvorne priloge Družbe sv. Ćirila i Metoda za Istru. Osobito je "Klub ćirilo-metodskih zidara" u Zagrebu promicao doniranje za svrhu razvitka hrvatskog školstva u Istri; u raznim gradovima Hrvatske djelovale su podružnice Družbe koje su prikupljali dobrovoljne prihode od građanstva.
Od 1895. godine prodavale su se Družbine žigice s natpisom "Bog i Hrvati" ili "Zora puca bit će dana! - Narod bez škola, jest narod bez budućnosti"; ta je djelatnost donosila znatne prihode za škole koje je financirala Družba.
Zahvaljujući djelovanju Družbe, otvorene su do 1914. godine 43 hrvatske i slovenske škole, a Družba je ukupno pomagala djelovanje 73 hrvatske i slovenske škole.
Tijekom I.- svjetskog rata je Družba težište svojega rada prenijela na humanitarno područje, s obzirom na to da je pri kraju I. svjetskog rata u Istri - u kojoj je nastala teška glad, zbog osobito masovne mobilizacije muškaraca sa sela; također je iz južne Istre više desetaka tisuća ljudi bilo, u očekivanju bitke s talijanskom mornaricom za Pulu, iseljeno u iznimno slabo opskrbljene logore u Austriji.
Ubrzo nakon što su talijanske vojne snage zauzele Istru nakon I. svjetskog rata, sve hrvatske i slovenske škole su zatvorene. Talijanske vlasti su likvidirale Družbu kao pravnu osobu 1929. godine.
O ovom društvu je pisao primjerice i Cetinjski vjesnik 1912. godine.